# NHKアーカイブス
『NHKアーカイブス』（エヌエイチケイアーカイブス）は、NHK総合テレビジョンにて放送されたテレビ番組である。NHKで過去に放送されたドキュメンタリーやテレビドラマの中から優れた作品を選出し、経年劣化した映像をデジタル処理で修復して、解説を加え放送する。

## 概要
基本的には、埼玉県川口市にある過去の番組等を収蔵した施設・NHKアーカイブスとテレビ番組の連動という形を取り入れており、施設開館（2003年2月1日）に先駆けて2000年4月9日より毎週日曜日に総合テレビでの番組放送を開始した。基本的には臨時ニュースで一部が放送できなかったとき以外の再放送はない。
2000年度は主に1960年代、2001年度は1970年代にNHKが放送した番組（『NHK特集』、『ある人生』など）を振り返って放送したが、2002年度以降はもう一度見てみたい番組を視聴者のリクエストなどに基づいて放送するほか、毎年終戦記念日前後にはその関連の映像素材を取り上げる。また番組に出演した縁のある人物をゲストに迎えたり、その場所の現状報告なども行われる場合がある。
2005年4月からは『新日本紀行ふたたび〜NHKアーカイブス〜』が始まった（2012年3月、レギュラー番組としては終了）。2008年4月の放送時間変更で当番組と『新日本紀行ふたたび』が続けて放送されるようになり、よりその性格を強めた（2010年3月まで）。なお、当番組の放送開始以来『新日本紀行』はたびたび放送されたが、『新日本紀行ふたたび』開始後、当番組内での『新日本紀行』の放送はなくなった。
通信・放送の在り方に関する懇談会が、「（NHKの）番組アーカイブをブロードバンド（高速大容量）上で積極的に公開すべき」との方針を打ち出したことで、総務省がNHKのネット進出容認へ向けた方向で動き出すことになった。
オープニング曲は、2005年4月から松任谷由実（当時、荒井由実）の『瞳を閉じて』が用いられ、字幕放送では歌詞が表示されるようになった。なお、『新日本紀行』で同曲が作られた経緯を収めた回（1976年4月12日放送「歌が生まれてそして〜長崎県奈留島〜」）が、番組開始間もない頃に取り上げられた。また、『新日本紀行ふたたび』でも2007年12月15日放送の「歌が生まれた島で〜長崎県奈留島〜」で取り上げ、更に『あの日 あのとき あの番組』時代の当番組でも2018年3月21日に取り上げ、番組には松任谷由実がゲスト出演した。
2008年4月に時間移動しリニューアルした。番組開始以来加賀美幸子がナビゲーターを担当したが、リニューアルに伴い桜井洋子と林家いっ平（2009年より2代目三平を襲名）の2人によるナビゲートに変わり、2010年4月からは桜井の単独司会となった。また、ピアニスト・西村由紀江の手による新しいオープニングテーマが登場した。
2015年4月からは、ナビゲーターが桜井から森田美由紀に代わった。2017年4月からは、番組タイトルが「あの日 あのとき あの番組 〜NHKアーカイブス〜」（あのひ あのとき あのばんぐみ エヌエイチケイアーカイブス）に改題された。
DVDとしてポニーキャニオンよりNHKアーカイブスドラマ名作選集が発売された。2007年11月21日に「テレビ草創期篇」、2008年2月20日に「昭和40年代篇」、2008年5月21日に「昭和50年以降篇」が発売された。
NHK Eテレ50周年記念の特集番組『ETV50もういちど見たい教育テレビ』での放映作品は、すべてNHKアーカイブス協力のうえで放映される。
番組としての放送は2024年2月25日をもって終了、2024年度より、『時をかけるテレビ 今こそ見たい!この1本』に改題・リニューアルした。

## 放送時間
2007年度まで日曜日は通常、選挙の投票日に充てられることも多いため、開票速報放送などにより、時間変更・放送枠分割・休止となることも少なくなかった。また、時間帯移動された現在でも、放送する作品により時間を拡大することもしばしば行われる。
以下の放送時間はいずれも原則であり、放送作品の内容によっては終了時間が延長する場合がある。
- 2000年度：日曜 23:35 - 翌0:55
- 2001年度：日曜 23:50 - 翌1:10
- 2002年度：日曜 23:55 - 翌1:15
- 2003年4月 - 2005年：日曜 23:10 - 翌0:30
- 2006年1 - 3月：月曜 0:00 - 1:20
- 2006年度：日曜 23:10 - 翌0:30
- 2007年度：日曜 23:40 - 翌1:00
『未来観測 つながるテレビ@ヒューマン』の日曜日移動による。衛星第2テレビでも月曜日15時から放送される。
- 2008・2009年度：土曜 10:05 - 11:25
2008年6月14日は、岩手・宮城内陸地震が発生し緊急臨時ニュースに切り替わったため、この日放送予定だった『清原と桑田 18歳の大物ルーキー』、『桑田真澄の661日〜復活までの苦悩と夢』の2本が翌週（6月21日）放送となった[注 8]。
- 2010年度：日曜 13:35 - 14:45[注 9]
- 2011年度 - ：日曜 13:50 - 15:00[注 10]
日曜深夜の放送は前述のように選挙報道などで放送できないことがあったり、夜遅いために生で見られないという声が多かったため、時間移動した。
  - 2012年2月19日放送の「新八犬伝特集」では、終了直前の14:54に茨城県日立市で震度5弱の地震が起き、地震速報に差し替えられたため、最後の部分が放送されないまま終了した。
  - 2012年12月9日放送分は当初予定していた内容「ノーベル賞!“生命”の未来を変えた男 山中伸弥iPS細胞革命」のテーマで放送[注 11]する予定を変更し、「さようなら中村勘三郎さん〜芸に生きた日々〜」として13:05 - 16:00に放送時間を拡大して放送した[注 12]。緊急の全国共通放送となった関係で、一部地域で別番組差し替えが予定されていたところでは休止[注 13]となった。
  - 他の地域でも別番組放送[注 14]で後日時差放送されることが非常に多く（深夜枠が非常に多い）、ごく稀に振り替え放送なしで当該回の放送を返上する場合もある。
    - 特に都道府県サッカー選手権大会の決勝戦がNHKが放映権を持っている天皇杯 JFA 全日本サッカー選手権大会の都道府県代表決定戦も兼ねる都合上、NHK各局がローカルで中継されており、大半の決勝戦が同じ日に開催、中継放送されている関係で非常に多くの地域の放送が休止される場合のみに例外的に後日全国ネットで再放送が行われる。

地域ごとの例外
- 近畿地方

近畿地方のみ、2008・2009年度の2年間は、地域情報番組『ぐるっと関西プラス』を10:50から放送するため、2012年度は「西方笑土」放送のため、Eテレで翌週の未明帯に放送された。
- 北海道

北海道では、2008 - 2011年度の5 - 6月の2か月間は『北海道環境アーカイブス』（ナビゲーターは沖谷昇）に差し替えて放送したため、本番組の放送は一時休止された。ここでは過去に北海道地方で放送された環境に関連した番組のほか、北海道地方のみで放送されるミニ番組『エコは北から』、外国人向け国際放送NHKワールドTVで放送される英語による北海道の自然を紹介する『ネイチャーオブ北海道』を日本語字幕つきで放送した。
- 石川県

石川県では、2011年度から2012年3月まで最終日曜日に限り『石川アーカイブス』（キャスターは亀井和恵）を放送した。石川県に関連した過去の番組を放送した。

## 通年特集企画

### 2005年
この年は2つのシリーズを編成した。ひとつは、毎月第3日曜日に放送された『NHKスペシャル』「新シルクロード」（21:00 - 22:00）の放送に合わせた「特選アーカイブス・シルクロード」である。これは新・シルクロードで放送された番組の舞台を、1980年の『シルクロード-絲綢之路-』と比較してもらうという意味合いを込めて放送した。このときの進行役は松平定知であった。なお放送前年の2004年には、デジタルリマスターのために、日本と中国の共同取材で撮影したネガフィルムを再度、中国から全巻借り出してハイビジョンに変換する作業が行われた。
もうひとつは、この年が終戦60周年であったということで、原則毎月1回程度「平和アーカイブス」と題して戦争（主として広島・長崎の原爆）をテーマにした番組を取り上げた。4月3日放送の『原爆投下・10秒の衝撃』（1998年8月6日放送の再放送）はその1つである。

### 2006年
この年は、日本の環境公害問題の原点とされている水俣病が確認されて50周年を迎えたのを機に、地球環境のあり方を問うたテーマの番組を集めた「環境アーカイブス」を原則毎月1回程度放送した。

### 2007年
この年は、「にっぽんくらしの記憶」と題し、いわゆる高度経済成長期の日本人の暮らしを見つめた番組を原則月1回以上の割合で放送した。

### 2013年
この年はテレビ放送開始からちょうど60年を迎える節目に当たり「シリーズ・テレビ60年」と題し、貴重な映像を通じてテレビ60年の歩みを振り返るというものである。年明け前の2012年12月から5回シリーズでの放送予定で2012年12月は2日連続、2013年1月以降は月1回程度放送される。
- わくわくドキドキ!アニメ&少年ドラマ（ゲスト：多岐川裕美〔少年ドラマ『七瀬ふたたび』主演〕、松村邦洋）
- 鈴木健二さんと語る懐かしの名番組（ゲスト：鈴木健二〔元アナウンサー。『クイズ面白ゼミナール』主任教授〕）
- 松坂慶子さんとみつめる大河ドラマ（ゲスト：松坂慶子〔大河ドラマに過去7回出演〕）
- わたしとテレビ〜伊東四朗さんと語る“テレビのチカラ”（ゲスト：伊東四朗）
- 磯村尚徳さんと語る報道番組（ゲスト：磯村尚徳〔元記者。『ニュースセンター9時』初代総合司会〕）

## ナビゲーター
- 加賀美幸子（2000年4月 - 2008年3月）
- 桜井洋子（2008年4月 - 2015年3月15日。「オウム真理教 地下鉄サリン事件から20年」の回まで）
- 林家三平（2008年4月 - 2010年3月）
- 森田美由紀（2015年4月12日 - 2024年2月25日。「戦後70年 日本人はなぜ戦争へと向かったのか 〜外交 敗戦〜」の回から）

## 番組テーマ曲
- 松任谷由実「瞳を閉じて」（2004年4月 - 2008年3月）
- 西村由紀江「忘れないために」（2010年4月 - 2015年3月）
- HND（2015年4月 - 2017年3月）
- 大島ミチル（2017年4月 - 2024年2月）

## 映像のデジタルリマスタリング
このNHKアーカイブスの施設開館、ならびに放送を実施するに当たって、製作された当時の映像を当時の雰囲気そのままに伝えるために、スタッフがデジタルリマスタリング（修復）処理を実施する。この方式は、番組としての『NHKアーカイブス』が放送される直前の2000年1月 - 3月に、総合テレビ深夜放送でシリーズ放送された『よみがえる新日本紀行』で初めて紹介された。
1959年にNHKは送出用として2インチのアンペックス方式VTRの使用を開始する。それから1981年頃までの間は、送出用として同方式のVTRを使った。この方式のビデオテープは非常に高価だったために、テープを使い回しせっかく収録した番組も次の収録で上書きされ失われる場合がほとんどである。一部の番組は「キネレコ」という装置でフィルム映像に変換して残されたりなどしたが、大部分の番組は前記のように失われてしまったため、著作権法に基づく権利を行使し、視聴者のエアチェックなども収集する。現在では、日本で2インチVTRにて収録された番組作品は全てNHK・民放問わず、1インチ、U規格、ベータカム等のアナログVTR、D1・D2・D3・D5等のデジタルVTRにダビングされたものが、地上波・BS・CS等での放送用等の再生に使われる。
元NHKアナウンサーの宮田輝は、1960年代後半からオープンリールの家庭用VTRを所有した。自身が司会を務めた、1960年代後半の『紅白歌合戦』、『思い出のメロディー』、『ふるさとの歌まつり』の放送は自宅で録画され、その映像は後にNHKに提供された。
特にフィルムの場合は年月を置くと映像・音声とも劣化してしまうため、放送原版のフィルムを一旦特殊な液などで汚れをふき取り、フィルムの破損部などはコンピューターでその部分を修復する処理・加工を行う。
日本のテレビ放送方式（NTSC）では原則として1秒の動画は30コマ（30フレーム）であるが、走査線が上から下に2回走ることで1つの画面が構成される。しかしフィルム映像の場合は16mmフィルムでは1秒間24コマで構成されるため、1秒30フレームを、60フィールドに分割し、それをさらにフィルムの24コマに変換する事で16ミリフィルム1コマ単位に置き換えて細心の注意を払った上でリマスタリング作業を実施する。525方式の放送の30分番組の修復時間は平均20 - 30時間、16ミリフィルムからハイビジョン映像に変換した30分番組は平均で40 - 60時間の修復時間が必要だといわれている（テレシネを参照）。
2005年頃までは、16mmフィルムはハイビジョンに対応出来ないとテレビ業界や映画業界では言われた。16mmフィルムは映像を記録している面積が狭く、それで対応できるのは525方式までだという考えだった。しかし1999年からNHKの映像修復担当者とテレシネを担当する会社（ヨコシネ ディー アイ エー）は、共同でハイビジョン化の準備をすすめ、ついに2004年にはNHK全体の取り組みとして『NHK特集シルクロード』で16mmフィルムからのハイビジョンへのテレシネを本格導入することになった。『シルクロード』の高画質化はそれまでの常識を覆す出来であったため、その後、16mmフィルムからもハイビジョン化することはごく普通のことになった。
2007年1月よりBS2（現在は廃止）のアーカイブス関連番組の増加に対応するため運営体制の強化が行われた。このため、2003年2月と比較すると数倍の修復能力を持つに至る。2007年の主な修復スタッフ構成は、修復マネージメント1人・技術マネージメント（修復オペレーター兼務）1人・修復専門オペレーター2人の計4人である。この他にも、2インチVTR等の使用についてはNHKアーカイブス全般を管理する技術担当者が放送博物館や渋谷の放送センターと調整を行ったりする場合があったり、フィルムからVTRテープに映像を変換するテレシネを行う企業なども考慮すれば、作業に関わるスタッフは実際には相当な数にのぼる。
2007年1月以降しばらくの間、NHKアーカイブスで映像修復が行われた番組は画面右上に「NHKアーカイブス」のチャンネルロゴ表示が入った（NHKで修復作業が許される施設は、品質管理の点から川口市にあるNHKアーカイブスのみ）。修復後に放送されている映像には、動画共有サイトへの無断アップロードなど不正コピー対策のためウォーターマークが入る。
2018年4月から、NHK放送技術研究所が開発したAIカラー化システム（2019年放送文化基金賞（放送技術）受賞）を導入。2018年8月15日に放送された『NHKスペシャル ノモンハン 責任なき戦い』では、ソ連軍が撮影した35ミリ白黒フィルム映像のカラー化が行われ番組に使用された。2019年には大河ドラマ『いだてん』田端政治編の一部と、毎週公開されている『いだてん』のウェブサイトのカラー化映像制作を担っている。

## アーカイブスと権利保護
デジタルリマスター処理を行った番組の全てが、公開されるわけではない。それは、法律に基づく様々な権利関係の処理作業が必要となるからである。
アーカイブス番組でも、そのあたりの事情が説明されたが、デジタルリマスター処理と平行して、番組に映った人物などを全て割り出し、本人や遺族など関係者と連絡をとって、再放送や公開に関しての了解を得なければならない。ひとりでも了解が得られなければ、その番組は再放送・公開することができない。これは主に肖像権に基づくものであるが、放送以外の手段での公開（DVD・BD化、オンデマンド配信等）に関しては著作隣接権としての録画・録音権なども関係する（詳しくは映画の著作物#著作隣接権との関係・権利の所在が不明な著作物を参照）。
このため、21世紀現在の番組ではこの点を考慮して、ニュースなどを除いては、企画段階において予め権利関係を全て処理する作業を行い、DVD・BDソフト販売やインターネット配信などを行いやすくするようになった。